# Колесникова Аріна Олександрівна
Аріна Олександрівна Колесникова (рос. Арина Александровна Колесникова; нар. 7 жовтня 1997, Подольськ, Московська область, Росія) — російська футболістка, півзахисниця.

## Життєпис
Розпочинала займатися футболом у ДЮСШ «Вітязь» (Подольськ) у команді хлопчиків, перший тренер – Михайло Кошкін. У 13-річному віці перейшла до команди дівчат УОР (Звенигород), пізніше підписала контракт із клубом «Росіянкою». У 2015 році стала переможницею першості Росії серед дівчат до 19 років, на турнірі стала найкращим бомбардиром (5 голів) та визнана найкращим гравцем.
У дорослому футболі дебютувала у 2015 році у складі клубу «Зоркий» у вищій лізі Росії, у першому сезоні зіграла 8 матчів та відзначився одним голом, також брала участь у матчах єврокубків. Наступний сезон провела у найвищому дивізіоні Фінляндії у клубі «Найс Футіс». У 2017 році виступала за «Рязань-ВДВ», але там не змогла закріпитись в основному складі, зігралала лише 5 неповних матчів, команда за підсумками сезону стала срібним призером чемпіонату.
У 2018 році перейшла до «Єнісея», у першій половині сезону провела 7 матчів у вищій лізі, але потім покинула клуб. Восени 2018 року грала у першості Московської області за «Подольчанку».
Виступала за юнацьку та молодіжну збірну Росії.